# Krzysztof Fikiel
Krzysztof Fikiel (ur. 3 lutego 1958 w Rdziostowie) – polski koszykarz, występujący na pozycji środkowego, reprezentant Polski i Wisły Kraków, uczestnik igrzysk olimpijskich w 1980. 
W seniorskiej reprezentacji Polski występował w latach 1977–1988, rozgrywając w niej 203 oficjalnych spotkań, w których zdobył 2109 punktów. W 1984 został uznany najlepszym zawodnikiem polskiej I ligi.
Po zakończeniu kariery koszykarskiej przeprowadził się do Niemiec. Jest żonaty z Barbarą Rabajczyk, byłą reprezentantką Polski w siatkówce. Ma dwójkę dzieci – Agnieszkę oraz Jana. Obydwoje uprawiają sport zawodowo. Jego córka występowała m.in. w drużynie Wisły Can-Pack Kraków i reprezentacji Niemiec, a syn w Niemczech.

## Osiągnięcia
Drużynowe
- Wicemistrz Polski:
  - 1977, 1984
  - juniorów (1977)
- Finalista pucharu Polski (1983)
- Uczestnik rozgrywek Pucharu Europy Mistrzów Krajowych (1977)

Indywidualne
- Najlepszy zawodnik polskiej ligi (1984)
- Zaliczony do:
  - składu najlepszych zawodników polskiej ligi (1982, 1984–1987)
  - składu najlepszych zawodników mistrzostw Polski juniorów (1977, 1978)
- Uczestnik meczu gwiazd FIBA All-Star Game (1981)

Reprezentacja
- Uczestnik:
  - igrzysk olimpijskich (1980 – 7. miejsce)
  - mistrzostw Europy (1979 – 7. miejsce, 1981 – 7. miejsce, 1983 – 9. miejsce, 1985 – 11. miejsce, 1987 – 7. miejsce)
  - europejskich kwalifikacji olimpijskich (1980, 1988)